# Гельмут Брук
Гельмут Брук (нім. Helmut Bruck; 16 лютого 1912, Кіттліцтребен — 25 серпня 2001, Майнлойс) — німецький льотчик-ас штурмової авіації, оберст люфтваффе. Кавалер Лицарського хреста Залізного хреста з дубовим листям.

## Біографія
Закінчив поліцейське училище. В 1935 році переведений в люфтваффе. Після закінчення авіаційного училища 1 квітня 1936 року зарахований в 1-шу групу 165-ї ескадри пікіруючих бомбардувальників, 1 листопада 1938 року очолив 1-шу ескадрилью.
1 травня 1939 року ескадра була переформована в 77-му ескадру пікіруючих бомбардувальників. Учасник Польської і Французької кампанії, а також битви за Англію. З 9 по 25 липня виконував обов'язки командира 1-ї групи ескадри, з 20 серпня 1940 року — командир групи. Учасник Балканської кампанії і німецько-радянської війни. З липня 1941 році воював на південній ділянці Східного фронту, брав участь у нальотах на кораблі Чорноморського флоту. В 1942 році брав участь у боях в Криму, в районі Харкова, Ростова і Керчі. З 20 лютого 1943 року — командир 77-ї ескадри пікіруючих бомбардувальників. Відзначився під час Курської битви і боїв в районі Білгорода. 10 січня 1944 року здійснив свій 800-й бойовий виліт. З 7 грудня 1944 року — командир 51-ї ескадри підтримки сухопутних військ. В квітні 1945 року зайняв посаду генерала штурмової авіації, в обов'язки якого входили інспектування з'єднань підтримки сухопутних військ, які діяли в Північній Німеччині. Всього за час бойових дій здійснив 973 бойових вильотів.
Після війни працював у лісовому відомстві.

## Звання
- Лейтенант поліції
- Лейтенант (19 жовтня 1935)
- Оберлейтенант (30 вересня 1938)
- Гауптман (20 квітня 1941)
- Майор (1 березня 1943)
- Оберстлейтенант (1 листопада 1943)
- Оберст (1 червня 1944)

## Нагороди
- Нагрудний знак пілота (14 грудня 1936)
- Медаль «За вислугу років у Вермахті» 4-го класу (4 роки; 15 грудня 1937)
- Медаль «У пам'ять 13 березня 1938 року»
- Медаль «У пам'ять 1 жовтня 1938» із застібкою «Празький град»
- Залізний хрест
  - 2-го класу (13 вересня 1939)
  - 1-го класу (21 травня 1940)
- Авіаційна планка бомбардувальника
  - в бронзі
  - в сріблі (15 травня 1941)
  - в золоті (27 червня 1941)
  - з підвіскою (4 грудня 1942)
  - з підвіскою «900»
- Орден Заслуг (Угорщина), лицарський хрест з мечами (30 або 31 травня 1941)
- Орден «Доблесний авіатор», лицарський хрест (Румунія; 11 жовтня 1941)
- Нагрудний знак пілота (Румунія)
- Лицарський хрест Залізного хреста з дубовим листям
  - лицарський хрест (4 вересня 1941)
  - дубове листя (№ 193; 19 лютого 1943)
- Орден Корони короля Звоніміра 2-го класу з мечами (Хорватія, 10 квітня 1942)
- Німецький хрест в золоті (20 жовтня 1942)
- Кримський щит (15 березня 1943)
- Медаль «За зимову кампанію на Сході 1941/42» (12 квітня 1943)
- Нарукавна стрічка «Крит» (28 червня 1943)
- Нагрудний знак пілота (Угорщина) (27 серпня 1943)
- Відзначений у Вермахтберіхт (3 травня 1944)